# トチノキ科
トチノキ科 (Hippocastanaceae) は双子葉植物の科で、北半球温帯に分布する落葉木本のトチノキ属Aesculus、およびBillia、Handeliodendron の3属、15種ほどからなる。
葉は掌状または羽状複葉で対生する。花は左右相称で4または5数。果実は大きな種子を1個含み、熟すと3つに裂開する。種子には胚乳はなく子葉が大きい。
近年の研究でムクロジ科の中の一系統であることが明らかになり、APG植物分類体系ではムクロジ科に含められている。

## 属
- トチノキ属 Aesculus - トチノキ、セイヨウトチノキ
- Billia
- Handeliodendron